# 一子相伝
一子相伝（いっしそうでん）とは、学問や技芸などの師が、その奥義、秘法、本質を自分の子供のうち1人、または1人の弟子にだけ伝え、他の者には秘密にすること。類語に、特別な技術などが一つの家に代々伝わっていることを示す一家相伝（いっかそうでん）がある。技術発達が難しい面があるため、この弱点を補うために特許が発明され、普及している。